# Gaya monosperma
Gaya monosperma là một loài thực vật có hoa trong họ Cẩm quỳ. Loài này được (K.Schum.) Krapov. mô tả khoa học đầu tiên năm 1985.